# Naties van Brussel

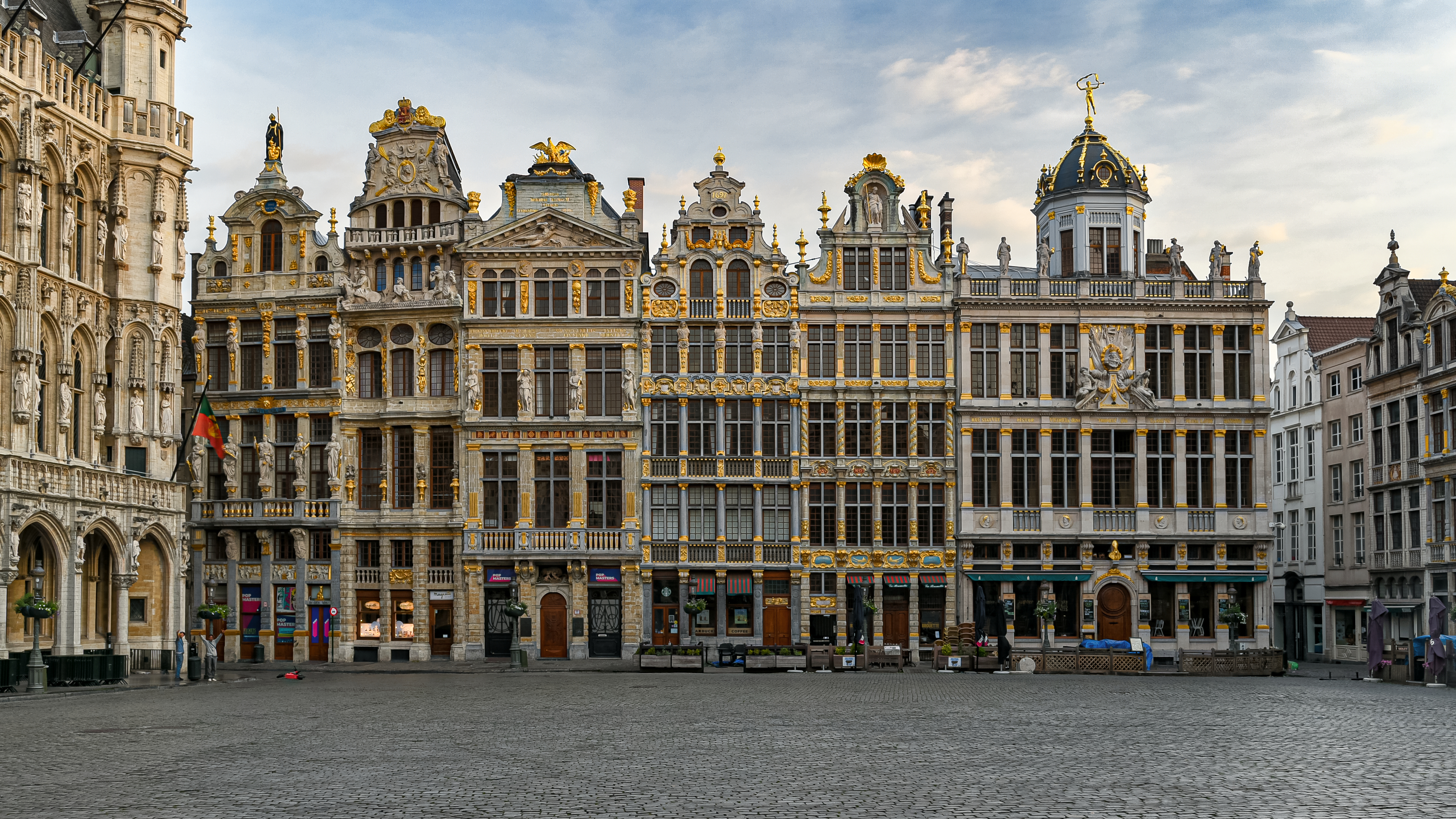
Ambachtshuizen op de Grote Markt van Brussel (v.l.n.r. kramers; schippers; (boogschuttersgilde); schrijnwerkers en kuipers; vettewariërs; bakkers)

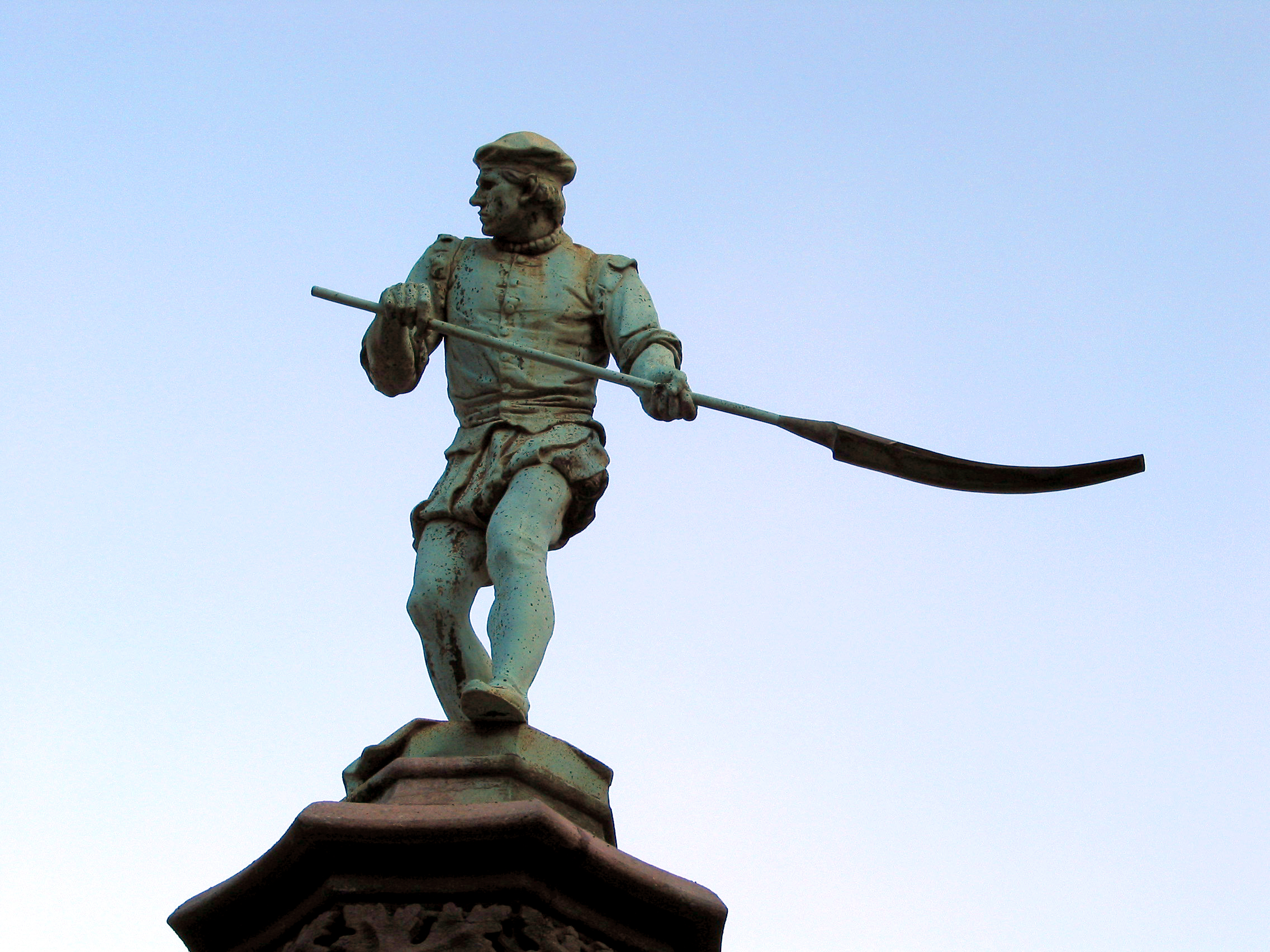
Standbeeld van de Bleker door Jef Lambeaux. Deel van de 48 ambachten opgesteld rond de Kleine Zavel

De Negen Naties waren de politieke expressie van de Brusselse ambachten. Van 1421 tot 1795 waren ze vertegenwoordigd in het drieledige stadsbestuur (naast de Wet en de Wijde Raad). Tegenover de Naties stonden de Zeven Geslachten van Brussel, adellijke patriciërs die de besluitvorming domineerden. Toch waren de Naties, door hun bevoegdheden en hun mobiliserende kracht onder de bevolking, een macht om rekening mee te houden.

## Voorgeschiedenis
In de 14e eeuw streefden nieuwe elites ernaar het machtsmonopolie van de Geslachten te doorbreken. De Brusselse Opstand liep uit op een mislukking (1306). Na hun hulp bij het afwenden van de Vlaamse invasie mochten wevers en volders in 1356-57 schepenen leveren. Vanaf 1359 kregen de ambachten ook een rol in de controle van de stadsrekeningen. Ze mochten zich organiseren en deelnemen aan het in 1368 opgerichte vredegerecht.
De zwakke hertog Jan IV van Brabant verliet Brussel na een provocatie tegen zijn vrouw Jacoba. Zijn broer Filips van Sint-Pols profiteerde ervan om de macht te grijpen. Met de steun van de ambachten liet hij zich plebisciteren tot ruwaard van Brabant. De Geslachten reageerden door met 1500 ruiters de stad binnen te dringen (26 januari 1421). Als antwoord belaagden de ambachten hen in het stadhuis. Vijf patriciërs werden afgeslacht en 21 gemarteld.
Om de vrede te herstellen kondigde Filips van Sint-Pols op 11 februari 1421 een edict af waarin een machtsdeling wordt voorzien. Hertog Jan IV hechtte er op 15 juli zijn goedkeuring aan.

## Plaats binnen het stadsbestuur
Als onderdeel van het nieuwe statuut werden de Negen Naties opgericht, die daarmee een plaats in het stadsbestuur afdwongen. Enerzijds mochten ze vertegenwoordigers sturen naar de Wet, anderzijds mochten ze via de consentprocedure wegen op het bestuur. De ambachten moesten zich verenigen in negen groepen omdat er negen mandaten te verdelen waren in het eerste stadslid. Economisch bleven de ambachten dus de relevante instellingen, maar hun politieke vertaling gebeurde via de Naties. Er werd enige moeite gedaan om economisch verwante beroepen in dezelfde naties onder te brengen, maar doorslaggevender was het creëren van negen min of meer gelijkwaardige groepen. Doorheen de eeuwen zou dit initiële evenwicht overigens compleet zoek raken.

### De Negen Naties binnen het eerste lid van het stadsbestuur
De ambachten kregen een eigen vertegenwoordiging in de Wet, bestaande uit een tweede burgemeester, zes raadslieden en twee rentmeesters. Het aanstellen van de negen mandatarissen gebeurde door de schepenen op voordracht van de Negen Naties, die een groslijst indienden met drie kandidaten per ambachtsnatie. Onder druk van de ambachten schafte een privilege van Maria van Bourgondië in 1477 de raadslieden en rentmeesters af, maar al in 1481 maakte hertog Maximiliaan dit terug ongedaan. In de periode 1509-1528 gold een financiële noodregeling waarbij de raadslieden en rentmeesters werden vervangen door gecommitteerden totter policien (eerst tien, dan vier). Nadien werd het mandaat van de rentmeesters tweejarig: elk jaar werd een patricische thesaurier en een plebejische ontvanger vervangen, waarbij de andere twee voor continuïteit zorgden.

### De Negen Naties binnen het tweede lid van het stadsbestuur
Vanaf 1421 kregen de ambachtsnaties toegang tot de Raad, een adviesorgaan dat voorheen exclusief in handen van de Geslachten was. Men ging spreken over de Wijde of Brede Raad. Nochtans woog het patricische element nog altijd sterk door, want hun ex-mandatarissen maakten deel uit van de Raad voor het leven, terwijl deze van de ambachten maar voor een jaar zetelden (behalve de tweede burgemeester en de rentmeesters).

### De Negen Naties als derde lid van het stadsbestuur
Periodiek kwamen de drie stadsleden samen om een mening te geven over proposities van de magistraat (saecken deser stadt) of van de hertog (saecken vanden Lande). Met het stijgen van de belastingdruk kreeg de opinie van de Negen Naties een dwingender karakter. Dit mondde uit in de consentprocedure, voor het eerst toegelicht in 1513. Ze kreeg verder vorm in het edict van 1528, dat voorzag in elf opinies (Wet, Wijde Raad en elke Natie). Een propositie was goedgekeurd als ze een meerderheid van de opinies achter zich had. De Naties moesten in negen aparte kamers vergaderen op het stadhuis, tenzij in tijden dat gezamenlijke bijeenkomsten onder de croone waren toegelaten. De boetmeester van elke Natie maakte haar opinie kenbaar zonder te vermelden welke deken voor of tegen had gestemd.
Tegenover het initiatiefmonopolie van de magistraat en de vorst stelden de naties hun consentweigering. Daarmee konden ze beslissingen desnoods jarenlang blokkeren.

### De Negen Naties in de overige stadsorganen
Na de revolte van 1421 kregen de Negen Naties voet aan de grond in de belangrijke Lakengilde. Dit was geen beroepsgroep, maar een stedelijk controleorgaan. Door het nieuwe statuut mochten de Negen Naties een van de twee dekens aanduiden en vier van de acht octoviri ("de VIII").
Voorts mochten de Naties een deel van de meesters en provisoren van de Opper-Caritaet aanduiden. Hiermee kregen ze een rol in de stedelijke armenzorg.
De financiële implicaties van de Willebroekse Vaart leidden tot de creatie van een afzonderlijk orgaan voor de schipvaert. Volgens een decreet van koning Filips II d.d. 23 augustus 1589 bestond het uit drie rentmeesters: één superintendent van der hooch zijde (uit de lignages), telkens voor één jaar gekozen uit de afgaande burgemeester, schepenen of rentmeesters; en twee van der leech zijde (uit de natiën), wier tweejaarlijkse mandaat elkaar overlapte. Vanaf 1704 telde het orgaan nog maar twee leden.

### De Negen Naties binnen de Staten van Brabant
Later zetelden de Negen Naties ook in de Staten van Brabant onder de vertegenwoordigers van de derde stand.
Op 23 april 1787 hield hun advocaat Hendrik van der Noot een redevoering in de Staten waarin hij de positie van de statisten in de Brabantse Omwenteling aflijnde.

## Interne organisatie
Het lidmaatschap van de Naties bestond in essentie uit poorters van Brussel: in nagenoeg alle ambachten was het meesterschap immers voorbehouden aan poorters. Het aantal dekens of gezworenen dat een ambacht mocht afvaardigen naar de Natie, kon wijzigen doorheen de tijd. Tot 1528 hadden ook de leiders van de stadsmilities, de honderdmannen, een plaats in het Natiebestuur.
Het privilege van 1477 verplichtte de ambachtsvertegenwoordigers om hun achterban te raadplegen alvorens standpunt in te nemen. Hiertoe werden achterraden opgericht. In de ordonnantie van 1528 werd geklaagd dat in dien Achter-Raedt gemeynelijck allerhande volck commen, oudt ende jonck, onverstandelijck ende uutlandtschen als anderen, waarna bepaald werd dat een achterraad van een ambacht niet meer leden mocht tellen dan er gezworenen waren. Het reglement van koning Filips II uit 1586 behield het lidmaatschap van de achterraad voor aan ex-dekens. De voortgaande inperking culmineerde in 1700 in een achterraad bestaande uit 49 ex-dekens.

## Indeling
De initiële indeling uit 1421 is niet gekend. Pas vanaf de 16e eeuw is er een eerste overzicht van welk ambacht onder welke natie viel. Naarmate meer ambachten geïnstitutionaliseerd werden, groeide het ledenaantal van de Negen Naties aan tot er 49 ambachten waren in 1700, al bleven ook dan nog sommige nijverheden buiten spel. In de loop der tijden raakte ook de verhouding zoek tussen het ledenaantal van een ambacht en de omvang van zijn vertegenwoordiging in de Negen Naties.

### Onze-Lieve-Vrouw
De Onse Lieve Vrouwe Natie was gericht op voeding: beenhouwers, zeevisverkopers, groenteboeren (broeklieden) en goudsmeden. Al in 1422 voegde de broederschap van de houtzagers zich bij de broeklieden. In 1645 kregen de slachters een eigen broederschap.

### Sint-Gillis
In de Sinte Gielis Natie zaten de vettewariërs (verkopers van zuivel en pluimvee), de schippers, de meerslieden (kramers), de fruiteniers, de groenvissers (riviervisverkopers) en de tin- en loodgieters.

### Sint-Laureins
De Sinte Lauwreys Natie omvatte een deel van de textielindustrie. Ze vertegenwoordigde eerst en vooral het lakenambacht van de wolwevers, naast het kleinere van de blekers. Vanaf 1451 krijgen de legwerkers een eigen ambacht, in 1475 gevolgd door de linnenwevers. In 1582 maken de hoedenmakers zich los van de kramers en vervoegen ze de Sint-Laureinsnatie. In 1737 komen de brandewijnstokers bij de hoedenmakers. Daarnaast waren ook de volders deel van Sint-Laureins.

### Sint-Goriks
Zes ambachten zijn verenigd in de Sinte Guericx Natie: kleermakers, kousensnijders, barbiers, chirugijnen, oudkleerkopers en nieuwe vedermakers (bont- en pelswerkers). De borduurwerkers maakten ook deel uit van Sint-Goriks maar voegden zich samen met de nieuwe vedermakers.

### Sint-Jans
Heel wat beroepen uit de metaalsector zaten in de Sinte Jans Natie: stoelendraaiers, messenmakers, smeden, Sint-Lucasambacht (kunstschilders, goudslagers en glazenmakers), zadelmakers, pannenmakers, zeeldraaiers, plakkers, slotenmakers en horlogemakers.

### Sint-Kristoffel
De eerst bekende samenstelling van de Sinte Christoffels Natie verenigde ververs, droogscheerders, verversknapen en lakenstoppers. De laatste twee verdwijnen en hun plaats wordt ingenomen door passementmakers, Spaanslerenstoelmakers (1609) en pruikenmakers (1737).

### Sint-Jakobs
In de Sinte Jacobs Natie zaten oorspronkelijk de bakkers, brouwers, molenaars en wijntaverniers, naast het ambacht dat de schrijnwerkers en de kuipers verenigt. Later kwamen de ebbenhoutwerkers en de ticheldekkers erbij.

### Sint-Pieters
De lederindustrie vormde de Sinte Peeters Natie. Ze kende huidenvetters, handschoenmakers, beursmakers, riemmakers, nieuwe schoenmakers en oude schoenmakers.

### Sint-Niklaas
De Sinte Nicolaes Natie richtte zich op de bouw- en metaalnijverheid. Ze omvatte harnasmakers, spoormakers, nieuwe vedermakers (tot hun overgang naar Sint-Goriks), de Vier Gekroonden (metselaars, beeldsnijders, steenhouwers en leidekkers), timmerlieden en haakbusmakers.
Schaliedekker Frans Anneessens, deken van de Vier Ghecroonden en boetmeester van Sint-Niklaas, werd in 1717 onterecht aanzien als aanstoker van een ambachtenopstand. De Oostenrijkse gevolmachtigde Hercule Louis Turinetti zorgde ervoor dat hij veroordeeld werd tot onthoofding.

## Bewaking van de stadspoorten
Vanaf 1422 kregen de Naties een rol bij het bewaken van de stadspoorten van Brussel, voordien een exclusief voorrecht van de Geslachten. Omdat er maar zeven poorten zijn, worden twee grote verdedigingstorens in het schema betrokken.
| Poort                                | Geslacht    | Natie            |
| ------------------------------------ | ----------- | ---------------- |
| Lakensepoort                         | Sleeus      | Onze-Lieve-Vrouw |
| Keulsepoort (Schaarbeeksepoort)      | Coudenberg  | Sint-Goriks      |
| Leuvensepoort                        | Steenweeghs | Sint-Jans        |
| Nieuwe Koudenbergpoort (Naamsepoort) | Roodenbeke  | Sint-Jakobs      |
| Obbrusselpoort (Hallepoort)          | Serhuyghs   | Sint-Laureins    |
| Anderlechtsepoort                    | Serroelofs  | Sint-Kristoffel  |
| Vlaamsepoort                         | Sweerts     | Sint-Gillis      |
| Blauwe Toren                         | /           | Sint-Pieters     |
| Wollendriestoren                     | /           | Sint-Niklaas     |

## Afschaffing
In de Franse tijd werden de gilden afgeschaft door de overname van het Decreet d'Allarde. Hun meubilair en archieven werden in augustus 1796 openbaar geveild op de Grote Markt. Hun huizen werden verkocht als nationaal goed.

## Voetnoten
1. 1 2  Maarten Prak, "Corporate Politics in the Low Countries: Guilds as Institutions, 14th to 18th Centuries", in: M. Prak e.a. (eds.), Craft Guilds in the Early Modern Low Countries. Work, Power and Representation, 2006, p. 74-106
2. ↑  Alphonse Wauters, Documents concernant le Canal de Bruxelles à Willebroeck précédés d’une introduction contenant un résumé de l’histoire de ce canal, Brussel, 1882, p. 68-75

Laken · Wandtapijten · Schilderijen · Retabels · Kant · Beeldhouwwerk